# Gianfranco Reverberi
Gianfranco Reverberi, Gian Franco Reverberi (ur. 12 listopada 1934 w Genui, zm. 8 stycznia 2024 tamże) – włoski muzyk i kompozytor, brat Gian Piero Reverberiego, również kompozytora i aranżera.

## Życiorys
Rozpoczął karierę jako muzyk. Z czasem zaczął specjalizować się w komponowaniu utworów i ich aranżowaniu. Pisał między innymi dla takich wykonawców jak Mina, Adriano Celentano, Giorgio Gaber (piosenka „Ciao ti dirò”) i Enzo Jannacci. Jest jednym z pierwszych promotorów rock and rolla we Włoszech. 18 maja 1957 roku w Palazzo del Ghiaccio w Mediolanie odbył się pierwszy we Włoszech koncert rock and rollowy. Adriano Celentano, śpiewającemu wówczas piosenkę „Ciao ti dirò”, akompaniował zespół Rock Boys w składzie: Luigi Tenco – saksofon, Enzo Jannacci i Giorgio Gaber – gitary, Gianfranco Reverberi – fortepian i Nando de Luca – perkusja. Pod koniec lat 50. Reverberi był członkiem zespołu I Cavalieri, akompaniującemu Luigiemu Tenco.
Najbardziej znany jest ze ścieżek dźwiękowych, które napisał do spaghetti westernów, w tym do nakręconego w 1968 roku Preparati la bara! (znanemu też jako Viva Django; reżyseria: Ferdinando Baldi). Jedna z piosenek z tego filmu, „Last Man Standing”, którą Reverberi skomponował wraz z bratem Gian Piero, stała się w 2006 roku (po przeróbce i z angielskim tytułem „Crazy”) światowym hitem zespołu Gnarls Barkley.
W latach 1968–1974 prowadził orkiestrę na Festiwalu Piosenki Włoskiej w San Remo.